# Seven de la República 1982
El Seven de la República de 1982 fue la segunda edición del torneo de rugby 7 de fin de temporada para uniones regionales afiliadas a la Unión Argentina de Rugby. Se llevó a cabo el 16 y 17 de octubre de 1982 en las instalaciones del Club Atlético de San Isidro, en la provincia de Buenos Aires.
Inesperadamente, Buenos Aires B, un equipo formado a modo de emergencia debido a la repentina ausencia de una de las uniones regionales, clasificó a la final. El equipo suplente (también conocido como Invitación VII), derrotó en la final al seleccionado de la Unión de Rugby de Mar del Plata y se quedó con el título.

## Equipos participantes
Participaron del torneo dieciséis equipos: doce uniones provinciales, tres seleccionados representativos de la Unión Argentina de Rugby y un seleccionado de La Plata, formado en conmemoración del centenario de la fundación de la Ciudad de La Plata.
| Equipo              | Unión                                                |
| ------------------- | ---------------------------------------------------- |
| Alto Valle          | Unión de Rugby del Alto Valle de Río Negro y Neuquén |
| Buenos Aires B      | Unión Argentina de Rugby                             |
| Capital             | Unión Argentina de Rugby                             |
| Cuyo                | Unión de Rugby de Cuyo                               |
| Entre Ríos          | Unión Entrerriana de Rugby                           |
| La Plata            | Unión Argentina de Rugby                             |
| Mar del Plata       | Unión de Rugby de Mar del Plata                      |
| Misiones            | Unión de Rugby de Misiones                           |
| Nordeste            | Unión de Rugby del Nordeste                          |
| Provincia           | Unión Argentina de Rugby                             |
| Rosario             | Unión de Rugby de Rosario                            |
| San Juan            | Unión Sanjuanina de Rugby                            |
| Santa Fe            | Unión Santafesina de Rugby                           |
| Santiago del Estero | Unión Santiagueña de Rugby                           |
| Sur                 | Unión de Rugby del Sur                               |
| Tucumán             | Unión de Rugby de Tucumán                            |

## Final
La final se disputó el 17 de octubre en la cancha del Club Atlético de San Isidro.
| 17 de octubre | Buenos Aires B | G.P. - P.P. | Mar del Plata | CASI, San Isidro |  |
|               | Fernando Calabria 10 Mario Espinal 9 Omar Mastrocola 8 Ramiro Herman 7 Mario Iglesias 6 Sebastian Dassen 5 Jorge Prat Gay 4 Omar di Salvatori 3 Ricardo Sansot 2 Jorge Rolando 1 Juan Roberto Etchepetelecu HC | Reporte     |               |                  |  |

| Bandera de la Provincia de Buenos Aires |
| Buenos Aires B (Invitación VII) Campeón |
| Primer título                           |